# Лама (озеро)
Ла́ма — крупное пресноводное озеро тектонического происхождения в Красноярском крае России, приблизительно в 120 километрах восточнее Норильска.
По площади водного зеркала занимает 7-е место среди озёр Красноярского края и 40-е среди озёр России. В водах озера обитают около 20 видов рыб, среди которых вылавливаются: голец, нельма, хариус, палия, муксун, горбуша, щука.

## Гидроним
Название озера происходит от тунгусо-маньчжурского слова «лааму» — море, океан (вероятно, из эвенкийского «ламу» — море, большая вода).
На карте азиатской России, изданной в 1911 году Российским генеральным штабом, Лама изображено весьма условно, далеко от реальных очертаний, и называется озером Давыдово, хотя это название местным жителям было незнакомо.
Озеро Лама было впервые достоверно нанесено на карты Николаем Урванцевым и С. Д. Базановым во время норильской экспедиции 1921 года.

## Гидрография
Расположено в северо-западной части плато Путорана, обрамлено на севере склонами гор Микчангда, на юге — Ламских гор преобладающей высотой 500—800 м. Высота над уровнем моря, по данным Русского географического общества 53 м, по другим данным 45м.
Протяжённость озера, вытянутого с запада-северо-запада на восток-юго-восток — 82 км, ширина — около 10 км. Наибольшая ширина в районе устья реки Микчангда достигает 13 км. Площадь поверхности 466 км², по другим данным 318 км². Площадь водосбора — 6210 км².
Озеро отличается большой глубиной, (измеренная глубина 254 м), чистой водой и её низкой температурой. По берегам озера находятся горы высотой до 1000 м. Озеро Лама соединяется с озером Мелким рекой Ламой.
Весенний подъём уровня воды начинается ещё при ледоставе. В первой половине июня наблюдаются первые подвижки льда. В середине июля уровень воды достигает максимальной отметки, а в начале ноября озеро покрывается льдом. Толщина льда на Ламе составляет от 0,8 до 1 м. Продолжительность ледостава составляет от 200 до 220 дней.
Береговая линия слабо изрезанная, длиной около 200 км. Берега по большей части крутые, высокие, скалистые, часто обрываются к урезу воды практически отвесно. В западной части берег пологий, сложен в основном из мелкого и среднего галечника, попадаются валуны. На южном каменистом берегу, на террасах, произрастает редкий березняк с лиственницей и ягодными кустарничками с багульником в подлеске.
В озеро впадает множество рек. Отток из озера происходит по реке Ламе в озеро Мелкое и далее по реке Норильской в озеро Пясино.

## Антропогенное воздействие
- На озере Лама в районе мыса Тонкий в 1975 и 1977 годах в геологоисследовательских целях было произведено два ядерных взрыва мощностью 7,6 и 15 килотонн соответственно[8].
- На берегу озера находилось место заключения репрессированных представителей бывшего высшего политического и военного руководства прибалтийских государств, присоединённых к СССР. В настоящее время на этом месте установлен памятный знак[9].

## Туризм
Неповторимая в своей красоте, нетронутая цивилизацией природа окрестностей озера Лама является привлекательным объектом для туризма и отдыха.
В летний период с пристани Валёк на реке Норильской каждую пятницу отходят речные трамваи, доставляющие на выходные пассажиров на базы отдыха различных норильских предприятий, находящиеся на берегах Ламы. Путь по рекам Норильской, Талой через озеро Мелкое, реке Ламе и озеру Лама занимает около пяти часов. Путь обратно — около трёх часов.
Из озера Лама по реке Капчук (находится недалеко от полуострова Каменный, на котором находится база отдыха) можно подняться в озеро Капчук.